# The International (film)
International (oryg. The International) – amerykańsko-niemiecko-brytyjsko-francuski film sensacyjny z 2009 roku w reżyserii Toma Tykwera.
Film znany też w Polsce pod alternatywnym tytułem Bank.

## Fabuła
Agent Interpolu Louis Salinger wraz z asystentką prokuratora generalnego, Eleanor Whitman, prowadzą śledztwo przeciwko władzom jednego z najpotężniejszych banków świata. W trakcie śledztwa odkrywają nielegalną działalność banku, polegającą m.in. na praniu brudnych pieniędzy, handlu bronią i próbach destabilizacji rządów.

## Obsada
- Clive Owen jako Louis Salinger
- Naomi Watts jako Eleanor Whitman
- Armin Mueller-Stahl jako Wilhelm Wexler
- Ulrich Thomsen jako Jonas Skarssen
- Brían F. O’Byrne jako konsultant
- Michel Voletti jako Viktor Haas
- Patrick Baladi jako Martin White
- Jay Villiers jako Francis Ehames
- Fabrice Scott jako Nicholai Yeshinski
- Haluk Bilginer jako Ahmet Sunay
- Luca Barbareschi jako Umberto Calvini
- Alessandro Fabrizi jako inspektor Alberto Cerutti
- Félix Solis jako detektyw Iggy Ornelas
- Jack McGee jako detektyw Bernie Ward
- Nilaja Sun jako detektyw Gloria Hubbard
- Lucian Msamati jako generał Charles Motomba

i inni

## Produkcja
Zdjęcia kręcono w Berlinie, Wolfsburgu, Nowym Jorku, Mediolanie, Lyonie i Stambule.